# Sacrée Laurence
Pour les articles homonymes, voir Laurence.
Sacrée Laurence est une émission de télévision française diffusée du lundi au vendredi du 14 mai 2007 au 22 juin 2007 sur M6. On pourrait dire que l'émission était une version de C'est mon choix.
Le programme a ainsi été présenté par Laurence Jomand, productrice au sein de la société Starling (Vidéo Gag, Le Maillon faible, Qui veut gagner des millions ?).